# Collare (cavallo)

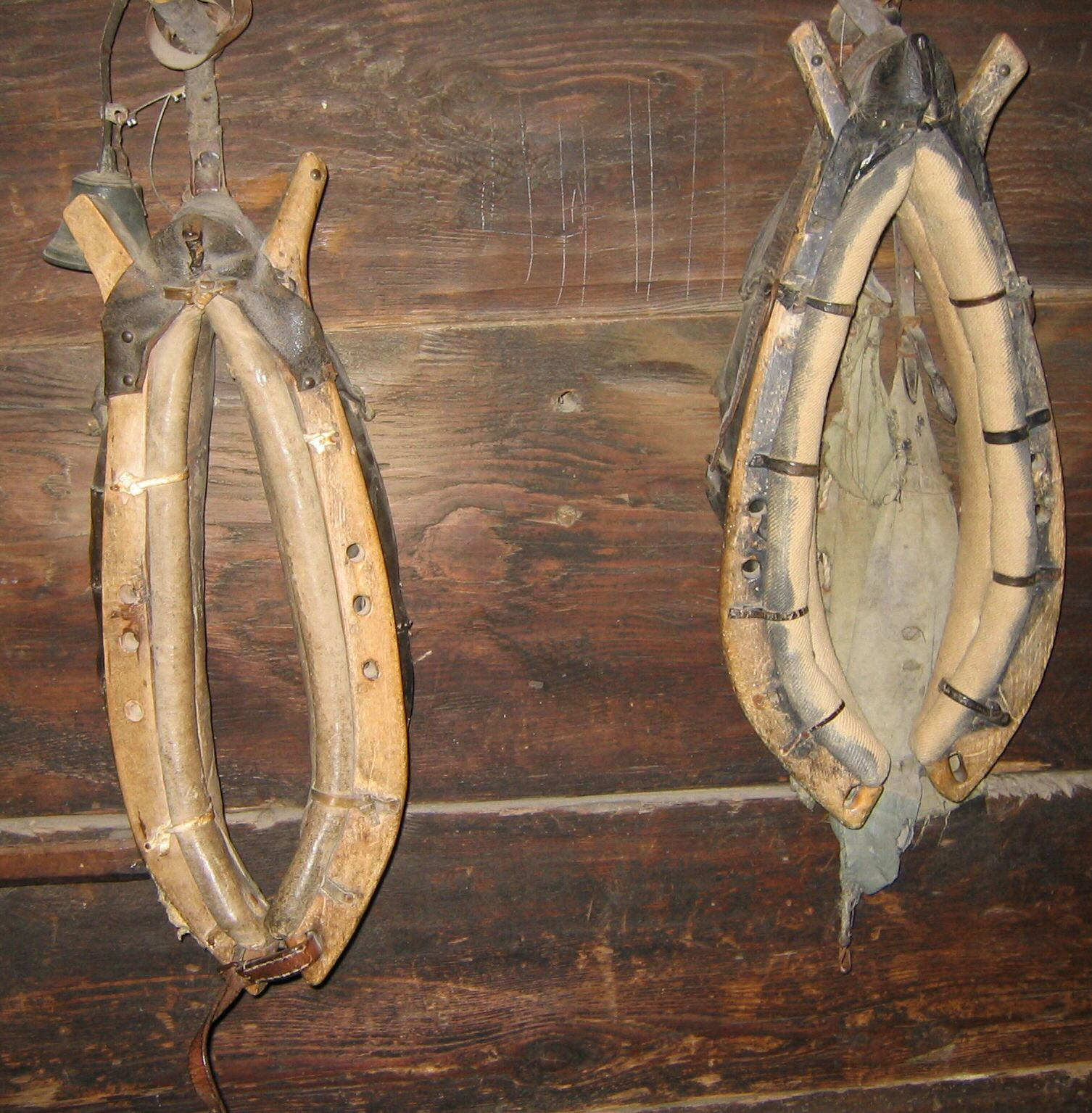
Due collari

Il collare è un attrezzo usato per distribuire il carico attorno al collo del cavallo, per la trazione di un carro pesante o un aratro. Il collare nella versione moderna, conosciuto come collana, è stato trainante per lo sviluppo dell'Europa, poiché la sostituzione per i trasporti degli asini con i più efficienti cavalli, ha fatto decollare l'economia, ha ridotto l'agricoltura di pura sussistenza, ha permesso l'inizio di uno sviluppo industriale, dell'educazione e delle arti.
In Europa, prima del VI secolo, i carri venivano trainati usando una bardatura fatta di cinghie piatte poste attorno al collo e al torace dell'animale, con il carico applicato nel punto più alto della bardatura, alla base del collo. Queste cinghie premevano sulla trachea del cavallo limitandone le capacità respiratorie e riducendo la potenza di trazione. Gli asini venivano preferiti ai cavalli, perché negli asini questo problema era evitato da differenze anatomiche fra le due specie.
A seguito dell'introduzione del collare rigido, detto collare di spalla, nell'VIII e IX secolo, l'uso dei cavalli per il trasporto si diffuse rapidamente in Europa. I cavalli lavorano ad una velocità del 50% più alta rispetto agli asini. Usando i cavalli (e aratri leggermente perfezionati), i contadini potevano produrre un surplus. Questo consentiva loro di disporre di merci da vendere, nel fine settimana, in mercati collocati agli incroci delle strade. I mercati si trasformarono rapidamente in città. La presenza di città significava che qualcuno poteva abbandonare l'agricoltura di sopravvivenza e dedicarsi alla produzione di merci destinate alla vendita. L'aumento della disponibilità di merci significava che una quota della popolazione poteva vivere semplicemente comprando e rivendendo merci. Quindi il collare ha avuto un ruolo centrale nel superamento del sistema feudale e nell'avviamento dell'ascesa dell'Europa.